# Lijst van burgemeesters van Oostkapelle
Dit is een lijst van burgemeesters van de voormalige Nederlandse gemeente Oostkapelle tot die gemeente op 1 juli 1966 opging in de gemeente Domburg.
| Ambtsperiode | Naam burgemeester                              | Partij of stroming | Bijzonderheden                                                         |
| ------------ | ---------------------------------------------- | ------------------ | ---------------------------------------------------------------------- |
| 1817 - 1827? | Paulus Holle                                   |                    | eerst schout                                                           |
| 1827 - 1841  | Hendrik Holle                                  |                    | zoon van Paulus Holle                                                  |
| 1842 - 1853  | mr. Willem Cornelis Mary de Jonge van Ellemeet |                    |                                                                        |
| 1853 - 1882  | mr. Jacobus Gulielmus Sprenger (1815-1894)     |                    |                                                                        |
| 1882 - 1896  | jhr. Marinus Willem de Jonge van Ellemeet      |                    | zoon van mr. W.C.M. de Jonge van Ellemeet                              |
| 1896 - 1936  | jhr. Willem Zijphrid van Teylingen             |                    | tevens burgemeester van Serooskerke (1905-1930); werd in 1897 jonkheer |
| 1936 - 1943  | Kaeso Fabius                                   |                    |                                                                        |
| 1943 - 1944  | H. van der Wel                                 | NSB                |                                                                        |
| 1944? - 1945 | Kaeso Fabius                                   |                    | later burgemeester van Wisch en De Bilt                                |
| 1946 - 1966  | Frederik Gerard Sprenger                       |                    | aansluitend burgemeester van de fusiegemeente Domburg                  |